# 식시카어

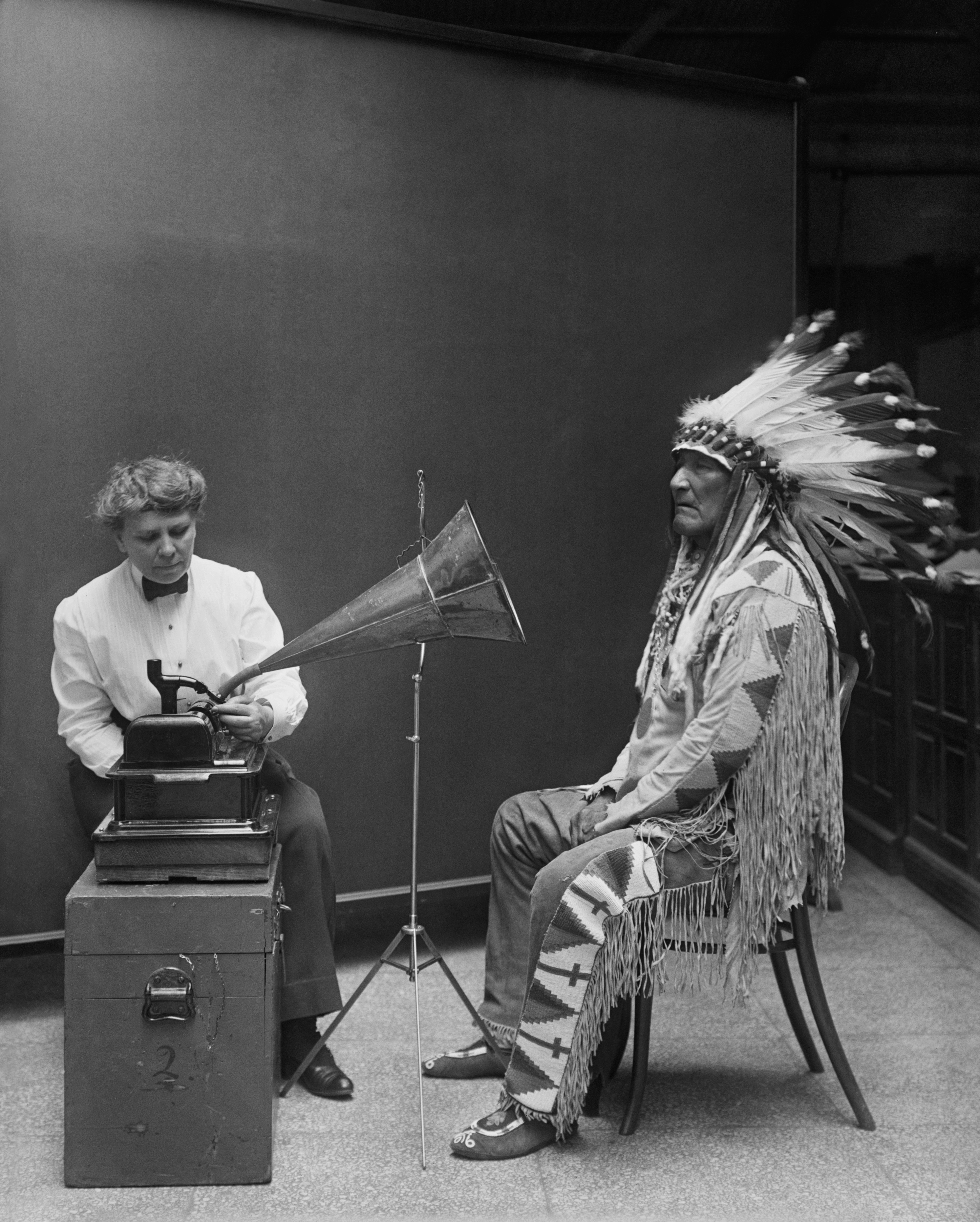
남부 피간족의 족장 Mountain Chief의 음성을 기록하는 Frances Densmore

블랙풋어(Blackfoot) 또는 자기 명칭 식시카(Siksika)는 북아메리카 북서부 평원의 원주민인 블랙풋족이 사용하던 언어로, 알곤킨어족에 속한다. 부족에 따라 식시카족(블랙풋족)의 방언, 카이나이족(블러드족)의 방언, 북부 피간족의 방언, 남부 피간족의 방언이 있었다. 1960년대 이후 화자 수가 크게 감소하여 유네스코에 의해 확연한 소멸 위기 언어로 지정되어 있다.
음소는 비교적 간소하여 11가지의 기본 자음과 장단의 대응쌍을 가진 3가지 모음이 있었다. 블랫풋어는 고저 악센트 언어이다. 방대한 형태소와 단어 내부의 복잡성으로 인해 포합어로 분류되며, 어순은 자유롭다.